# Humboldt State University

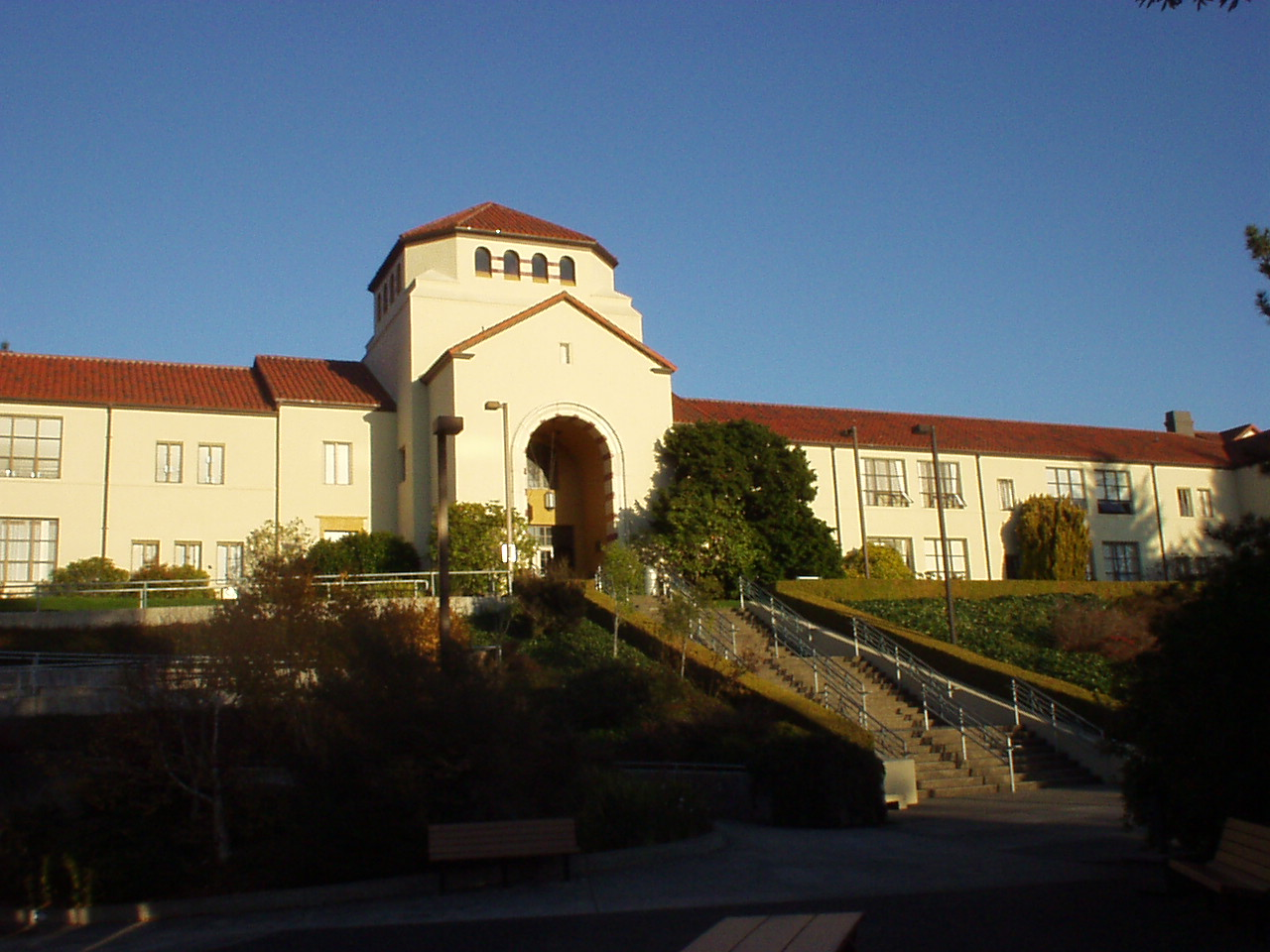
Gebäude der Universität

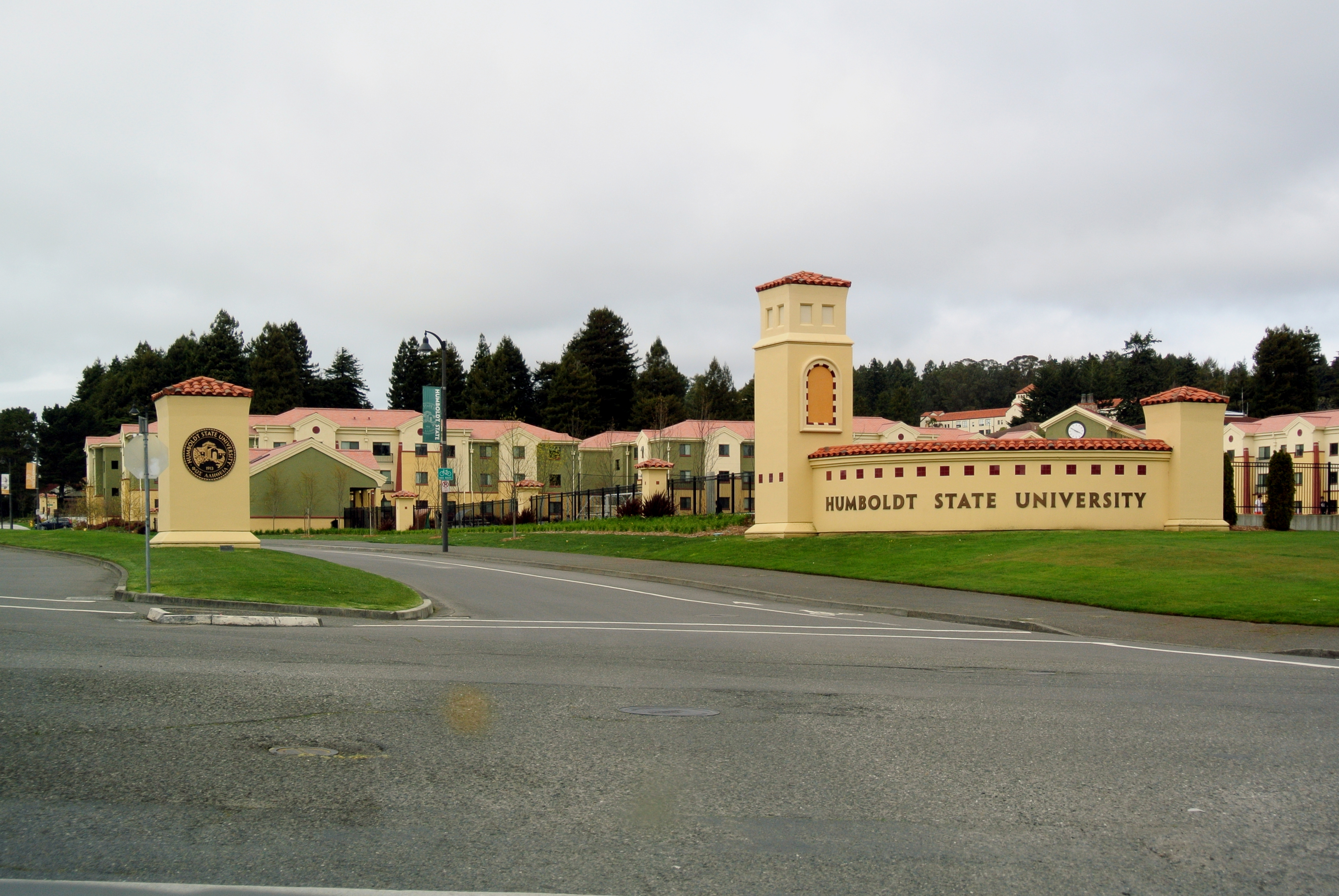
Eingang der Universität

Die California State Polytechnic University, Humboldt (auch Cal Poly Humboldt genannt), von 1974 bis 2022 als Humboldt State University (auch HSU genannt) bekannt, ist eine bundesstaatliche Universität in Arcata im Norden des US-Bundesstaates Kalifornien. Sie wurde am 16. Juni 1913 durch Gouverneur Hiram Johnson als Ausbildungsstätte für Lehrer gegründet (Humboldt State Normal School). Namensgeber ist der deutsche Forschungsreisende Alexander von Humboldt, nach dem auch die nahe Humboldt Bay und darauf aufbauend das Humboldt County benannt ist.
Die Hochschule ist Teil des California-State-University-Systems. Derzeit sind fast 8.000 Studenten eingeschrieben, die zwischen ca. 50 Hauptfächern wählen können.
An der HSU ist das 1989 gegründete Schatz Energy Research Center (SERC) angegliedert, das sich auf die Erforschung erneuerbarer Energien konzentriert, und wie sich damit dezentrale, resiliente Versorgungsstrukturen incl. Microgrids aufbauen lassen.
Die Universität betreibt den eigenen Verlag Humboldt State University Press, über den auch wissenschaftliche Publikationen externer Wissenschaftler veröffentlicht werden.
Am 26. Januar 2022 wurde die Universität offiziell von Humboldt State University in California State Polytechnic University, Humboldt umbenannt und ist damit die dritte polytechnische Universität des Bundesstaates. Die Änderung wurde durch eine Investition des Staates Kalifornien in Höhe von 458 Millionen US-Dollar unterstützt.

## Sport
Die Sportteams der Cal Poly Humboldt sind die Lumberjacks. Die Hochschule ist Mitglied in der California Collegiate Athletic Association.